# Alangan
Alangan (Barangay ng Alangan) är en barangay i kommun Limay, Filippinerna. Kommunen ligger på ön Luzon, och tillhör provinsen Bataan.